# Coniophis
Coniophis là một chi rắn đã tuyệt chủng từ cuối kỷ Phấn Trắng. Chúng dài khoảng 7 cm và có hình dạng giống rắn, có răng cưa với hộp sọ và cấu trúc xương giống thằn lằn. Nó có lẽ đã ăn động vật có xương sống nhỏ. Hóa thạch của Coniophis được phát hiện lần đầu tiên vào cuối thế kỷ 19 trong tầng đá Creta muộn, hệ tầng Lance Creek ở bang Utah của Hoa Kỳ vào cuối thế kỉ XIX và được mô tả vào năm 1892 bởi Othniel Charles Marsh. Trong một thời gian dài, chúng được coi là một trong những tổ tiên của những con rắn cuộn. Tuy nhiên, một đánh giá được công bố vào năm 2012 dựa trên vật liệu hóa thạch bổ sung, Coniophis, nó hóa ra là loài rắn nguyên thủy nhất được biết đến, nó đã được so sánh với các giống nguyên thủy khác, nhưng cũng có một số đặc điểm điển hình của loài rắn hiện đại. Một số hóa thạch khác đã được mô tả là chi Coniophis. Tuy nhiên, việc làm đó của họ được coi là không an toàn, hầu hết các mô tả ban đầu chỉ dựa trên một số đốt sống hóa thạch.

## Phân phối hóa thạch
Kỉ Phấn trắng
- Milk River và cuối Tầng Maastricht; Alberta, Saskatchewan, Canada
- Hệ tầng Lameta, Ấn Độ
- Hệ tầng Wadi, Sudan
- Hoa Kỳ
  - Thành hệ Hell Creek, Montana
  - Thành hệ Fruitland, New Mexico
  - Hệ tầng Naturita, tầng Núi tuyết, hệ tầng Kaiparowits và hệ tầng Wahweap, bang Utah
  - Tầng trầm tích Lance Formation, Kazakhstan

Thế Paleocen
- Hệ tầng Santa Lucía, Bolivia
- Hệ tầng Jbel Guersif, Morocco
- Hệ tầng Fort Union, Montana, Hoa Kỳ

Thế Eocen
- Thành hệ Itaboraí, Brazil
- Pháp
- Ait Ouarhitane, Maroc
- Hoa Kỳ
  - Hệ tầng Chadron, Bắc Dakota
  - Hệ tầng Bridger, Wagon Bed và hệ tầng Wasatch, Wyoming